# شاهزاده فردریک، دوک یورک و آلبانی
شاهزاده فردریک، دوک یورک و آلبانی (انگلیسی: Prince Frederick, Duke of York and Albany; ۱۶ اوت ۱۷۶۳ – ۵ ژانویهٔ ۱۸۲۷) پرسنل نظامی، سیاستمدار، نقاش و آریستوکرات اهل پادشاهی متحد بریتانیای کبیر و ایرلند بود. وی همچنین برندهٔ جوایزی همچون نشان بند جوراب شده‌است.